# اچ‌ام‌اس اکتیو (۱۷۹۹)
اچ‌ام‌اس اکتیو (۱۷۹۹) (به انگلیسی: HMS Active (1799)) یک کشتی بود که طول آن ۱۵۰ فوت (۴۵٫۷ متر) بود. این کشتی در سال ۱۷۹۹ ساخته شد.